# Пегасовые
Пегасовые (лат. Pegasidae) — семейство морских и солоноватоводных лучепёрых рыб из отряда иглообразных, ранее выделявшееся в отдельный отряд пегасообразных (Pegasiformes).
Распространены в тропических и умеренных водах Индийского и западной части Тихого океанов. Встречаются в морской, изредка в солоноватой воде. Обитатели мелких прибрежных вод (не глубже 150 м). Придонные рыбы; встречаются на каменистом, песчаном и илистом дне.
Изучены плохо. По-видимому, могут ходить по дну на брюшных плавниках, а по некоторым данным — и скользить по поверхности воды на грудных.

## Описание
Пегасовые достигают длины от 8 см (Eurypegasus papilio) до 18 см (Pegasus volitans). Тело сплюснуто сверху вниз и покрыто панцирем из костных щитков и колец. Элементы панциря, за исключением хвостовой части, соединены неподвижно. Носовые кости срастаются в плоское вытянутое рыло. Под ним находится маленький выдвижной беззубый рот. Грудные плавники большие, крыловидные, содержат по 9—19 неветвистых негнущихся лучей. Брюшные плавники щупальцеподобные, имеют по 1 колючке и 2—3 неветвистых мягких луча. Спинной и анальный плавники маленькие, расположены друг напротив друга, имеют по 5 мягких лучей. В хвостовом плавнике 8 лучей. Количество позвонков — от 19 до 22. Жаберные отверстия маленькие. Плавательного пузыря нет.
Окраска очень изменчива. По-видимому, могут быстро её менять в целях маскировки. Верхняя сторона тела обычно имеет коричневый цвет разных оттенков и яркости, нижняя окрашена бледнее. Спина и бока часто покрыты тёмным сетчатым узором или прерывистыми линиями, иногда есть светлые пятна. Грудные плавники обычно имеют белый край и ряды коричневых пятен.

## Классификация
В семействе 2 рода с 6 видами:
- Pegasus Linnaeus, 1758. Глаза снизу не видны; колец в хвостовой части панциря 11 или больше[1]. 4 вида:
  - Pegasus lancifer Kaup, 1861
  - Pegasus laternarius Cuvier, 1816
  - Pegasus volitans Linnaeus, 1758
  - Pegasus tetrabelos Osterhage, Pogonoski, Appleyard & W. T. White, 2016[7]
- Eurypegasus Bleeker, 1863. Глаза снизу видны; колец в хвостовой части панциря 8—9[1]. 2 вида:
  - Eurypegasus draconis (Linnaeus, 1766)
  - Eurypegasus papilio (Gilbert, 1905)

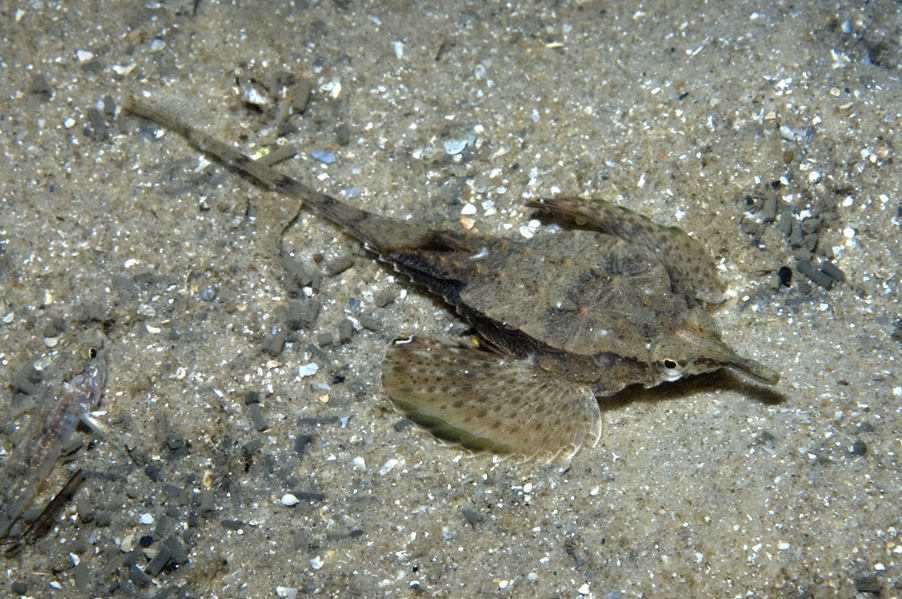
Pegasus lancifer
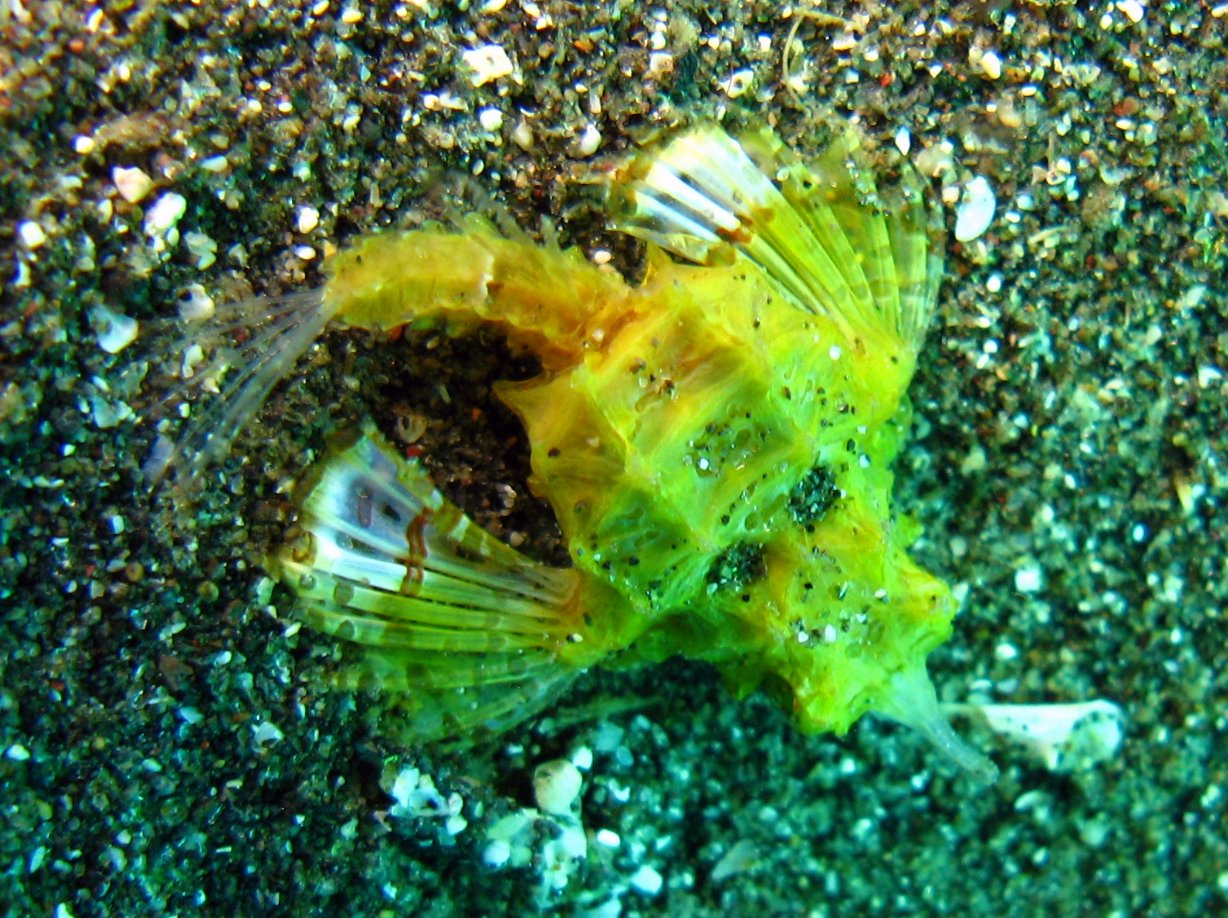
Pegasus laternarius
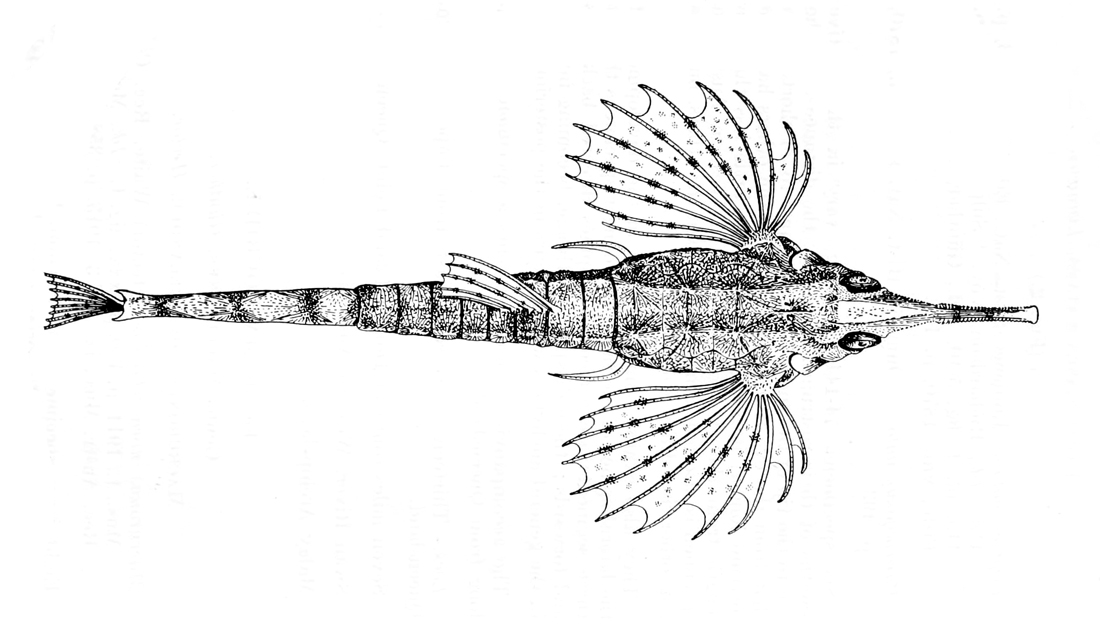
Pegasus volitans
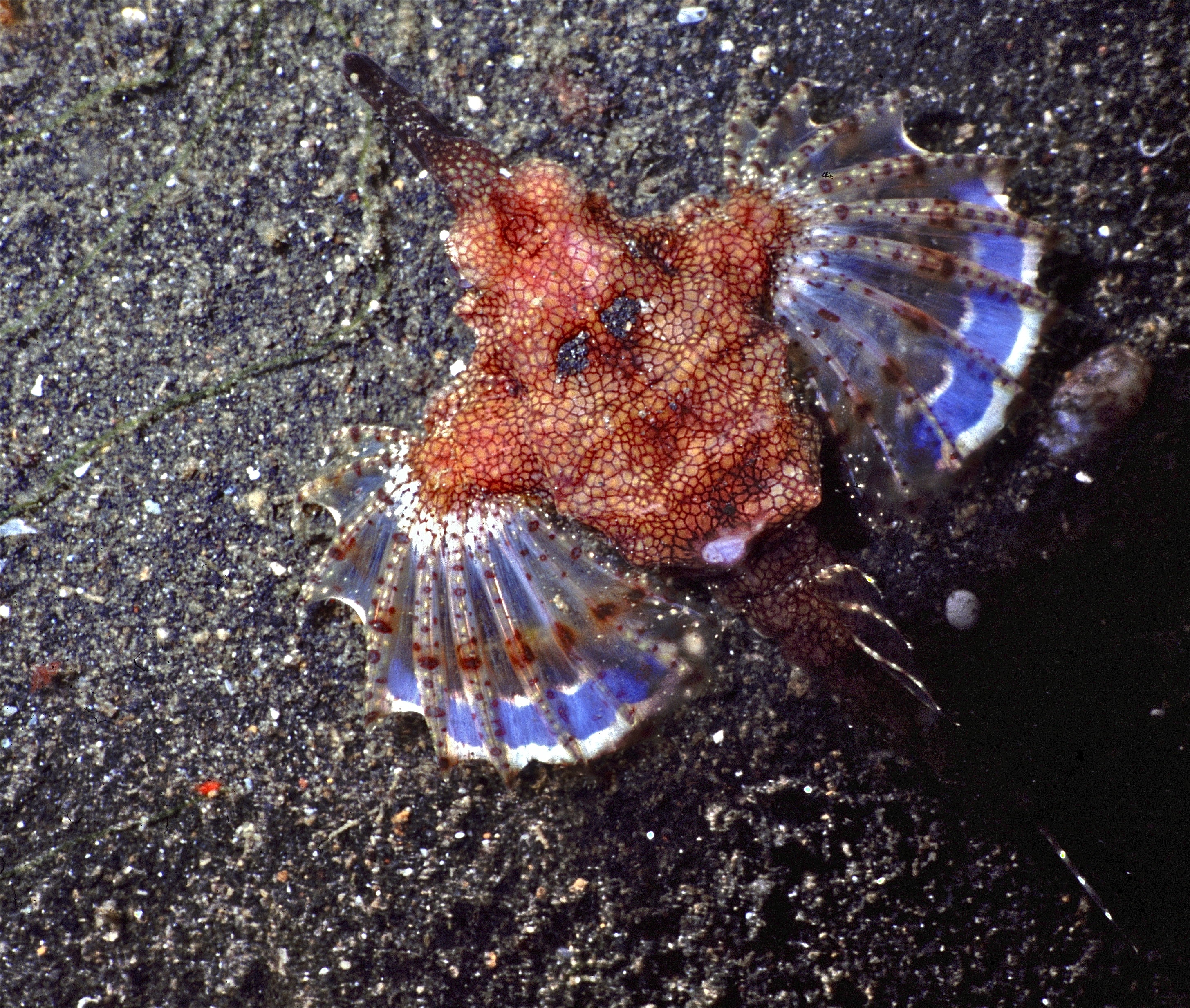
Eurypegasus draconis
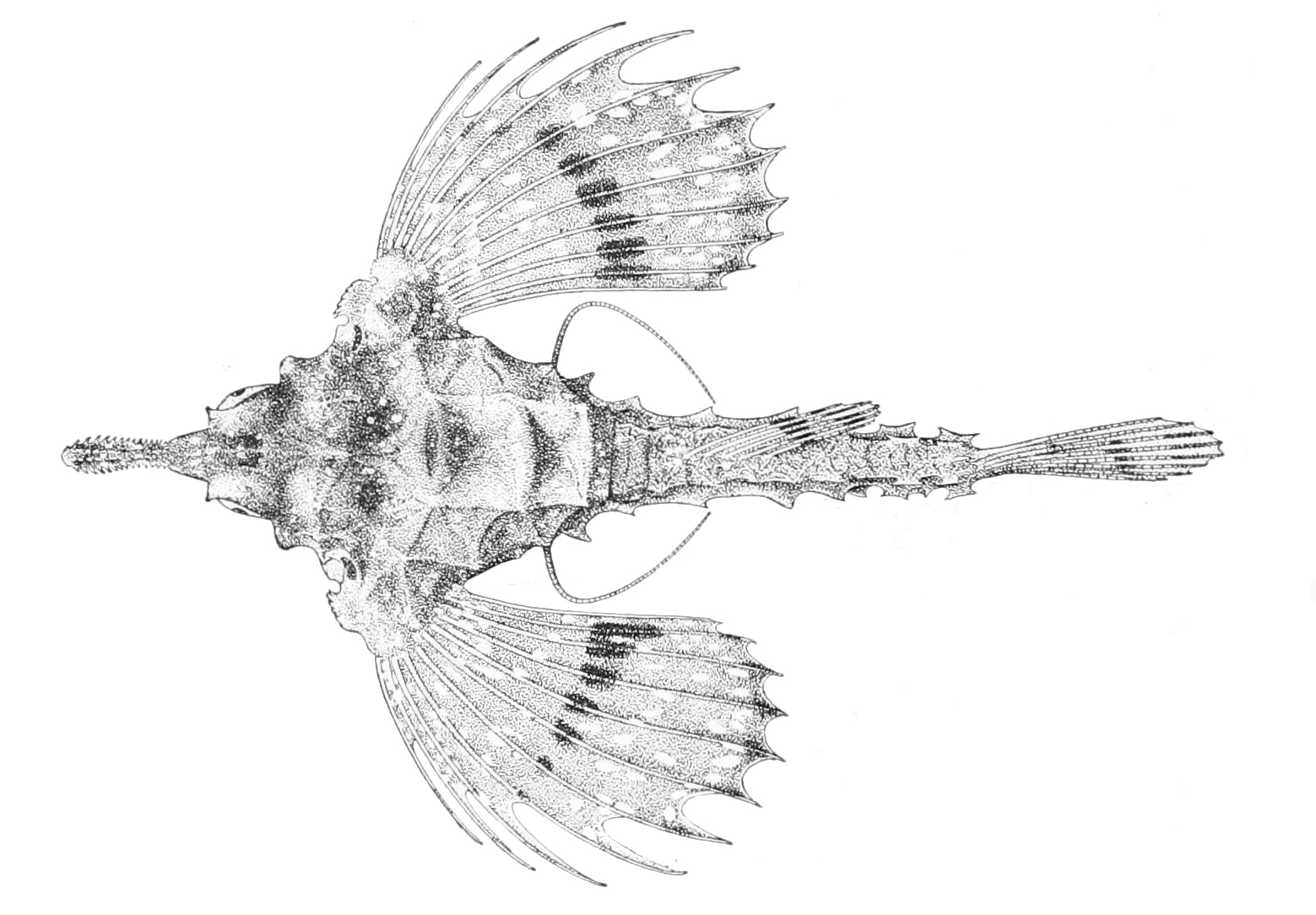
Eurypegasus papilio

## Хозяйственное значение
В Юго-Восточной Азии этих рыб в засушенном виде продают в качестве сувениров, амулетов и лекарственных средств: считается, что бульон из них помогает при болезнях горла. Других хозяйственных применений не имеют.